# Потопиха (Владимирская область)
Потопиха — упразднённая деревня в Александровском районе Владимирской области России.

## География
Находилась в северо-западной части области, в зоне хвойно-широколиственных лесов, на правом берегу реки Дубны, на расстоянии примерно 17 километров (по прямой) к северо-западу от города Александрова, административного центра района.

### Климат
Климат характеризуется как умеренно континентальный, с умеренно тёплым летом, холодной зимой, короткой весной и облачной, часто дождливой осенью. Среднегодовая температура воздуха — +3,4 °C. Годовое количество атмосферных осадков — 549 миллиметров, из которых большая часть выпадает в тёплый период.

## История
В «Списке населенных мест Владимирской губернии по сведениям 1859 года» населённый пункт упомянут как казённая деревня Александровского уезда, расположенная при реке Дубне, в 25 верстах от уездного города. В деревне насчитывалось 23 двора и проживало 152 человека (78 мужчин и 74 женщины).
По состоянию на 1905 год, в Потопихе имелся 21 двор и проживало 104 человека. В административном отношении деревня входила в состав Тирибревской волости.
В советское время входила в состав Тирибровского сельсовета Александровского района. Решением облисполкома № 1086 от 22 сентября 1965 года объединена с деревней Дубна.